# Aurelia de Anagni
Aurelia de Anagni o Santa Aurelia de Anagni (Asia Menor, s. XI - Anagni, ?) fue una mujer italiana venerada por la Iglesia Católica como santa y virgen. También se la conoce como Santa Aurelia, peregrina.
Se la venera junto con su hermana Neomisia, a la que estaba muy unida.

## Hagiografía
Según Constantinus Suyskenus (hagiógrafo belga del siglo XVIII) nacieron probablemente a principios del siglo XI, aunque Louis de Mas Latrie (historiador francés del siglo XIX) opina que tal vez nacieran en el siglo IX.
Las santas vírgenes Aurelia y  Neomisia nacieron en Asia Menor. Habiendo perdido a sus padres siendo aún de muy poca edad, vendieron todo su patrimonio, distribuyeron su producto a los pobres y fueron a vivir en soledad como ermitañas. Después partieron para Tierra Santa para venerar los Santos Lugares de Jerusalén. Antes de partir hicieron voto de perpetua castidad. Estuvieron en los lugares donde Jesucristo nació y vivió e hicieron el trayecto de la Pasión hasta el monte Calvario. Llenas de religiosidad, decidieron continuar su peregrinación hasta Roma, como santuario de la cristiandad de Occidente.
De Palestina fueron a Roma a visitar el sepulcro de los Santos Apóstoles y recibieron la bendición del Papa. En el trayecto que hicieron se les atribuyeron, según la tradición, muchos prodigios. Tras haber estado en Roma, los musulmanes, que controlaban varias regiones italianas, en particular habían atacado y devastado Calabria y Lucania y habían puesto sitio a Capua, las sorprendieron en la vía Latina, las capturaron y, para intentar que renunciaran a su fe, las torturaron casi hasta la muerte. Un fuerte temporal hizo que los atacantes se dispersaran y dejaran libres a Aurelia y Neomisia, que pudieron proseguir su viaje, aunque muy malheridas. Tomaron la decisión de quedarse en el pueblo de Macerata que está a los pies de una colina, a 2 km de Anagni, donde fueron recogidas por un hombre piadoso. Retomaron su vida de caridad, oración y penitencia, socorriendo a pobres, ancianos y  enfermos.
Aurelia tenía los dones de la curación y de la profecía. Dice la tradición que Aurelia salvó a los fieles de la parroquia. Un domingo lluvioso corrió a avisar al párroco que parase la misa pues iba a caer un rayo sobre la iglesia. El cura le hizo caso y, ya a salvo los fieles, ocurrió lo que predijo.
Ambas hermanas enfermaron y murieron el mismo día, el 25 de septiembre, de un año que no consta registrado mientras rezaban durante las horas nocturnas. Las campanas de Anagni se pusieron a tocar y otros milagros manifestaron la santidad de las fallecidas. Fueron enterradas en un oratorio de Macerata. Más tarde fueron llevadas al cenobio de Santa Reparata, cerca de la muralla de la ciudad. Más tarde, aprovechando la visita del papa León IX a la ciudad, Romualdo, obispo de Anagni, preparó una ceremonia solemne para trasladar las reliquias de las hermanas a la catedral de Anagni. Posteriormente, terminada la reconstrucción de la catedral, las reliquias se colocaron en la cripta de san Magno, bajo el altar que tiene dedicado, cerca de las reliquias de Santa Secundina.El cuerpo de santa Aurelia se ha mantenido incorrupto. 
El culto a Santa Aurelia está muy extendido. La festividad de Santa Aurelia fue introducida en el calendario litúrgico católico por la propia diócesis de Anagni. En 1903 el culto tuvo confirmación canónica. El único texto conocido de los hechos de Aurelia y Neomisia está en el Codex Chigi (Cod. Chigiano C.VIII. 235), escrito a principios del siglo XIV. Los caracteres de la leyenda de las hermanas revelan en el anónimo hagiógrafo una composición literaria que no se preocupa mucho de ceñirse a la veracidad de los hechos históricos, tal vez porque entonces ya no era posible. Con el relato de la segunda traslación de los restos de las dos hermanas se ha intentado fijar cronológicamente dicha traslación como la conocemos, según los obispos Romualdo y Pedro de Salerno (m. 1105) (según la leyenda referida en el archivo propio de la Iglesia de Anagni).
Una parte considerable de las reliquias de Aurelia y Neomisia se conservan en dos urnas mandadas hacer por el obispo Antonio Sardi en 1903. El día 25 de septiembre, fecha de su festividad, se exponen en el altar de la catedral.
Su muerte la señala Baronio a principios del siglo XI.

## Arte
Ambas vírgenes están representadas varias veces en los frescos del siglo XIII en la cripta de la catedral de Anagni. Están a los lados de la Virgen en el techo absidal tras el altar dedicado a ellas. Aparecen otra vez en la pared izquierda junto al altar. En la hornacina que Giacomo de Guerra hizo pintar en 1324, las santas están a ambos lados del obispo Pietro.

## Himno a Aurelia y Noemisia
1
Prodierunt ex Asia
Duae sacratae virgines:
Beata Neomisia
Et Aurelia, nobiles.
2
De magnatorum stemmate
Praeclaro quidem genere
Dedicant ab infantia
Se Christo cum constantia.
3
Cuius amore praedia
Venderunt et mobilia,
Dantur eorum pretia
In pauperum subsidia.
4
Divina loca visitant
Et se labori deputant,
Ut Christo lucrifaciant
Omnia, quae possederant.
5
Deinde sanctuaria
Regionis ....
Apostolorum limina
Perlustrant valde sedulae.
6
Inter haec dura Verbera
Ferunt a gente barbara,
Quae vastavit Italiam
Et percussit ecclesiam.
7
Quas liberat divinitus
Terror illatus caelitus
Efferae genti barbarae,
Dum starent mente liberae.
8
Sic nos, beata trinitas
Et indivisa unitas,
Harum sanctarum precibus
Salvemur a criminibus.
Acta SS. Bollandiana Sept. VII, 127. ("ex apographo nostro Vitae"). 6, 1 haec dum verbera.